# Pelidnota punctata
Pelidnota punctata är en skalbaggsart som beskrevs av Carl von Linné 1758. Pelidnota punctata ingår i släktet Pelidnota och familjen Rutelidae. Inga underarter finns listade i Catalogue of Life.

## Bildgalleri

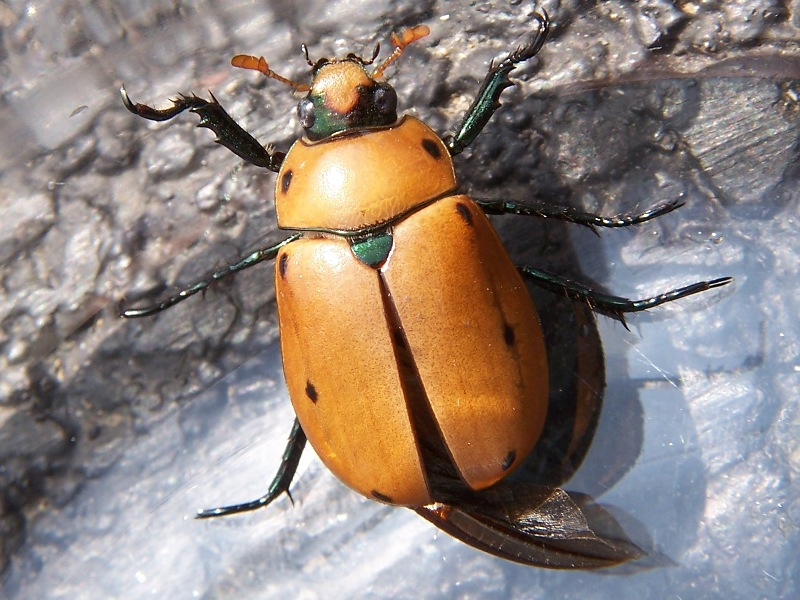
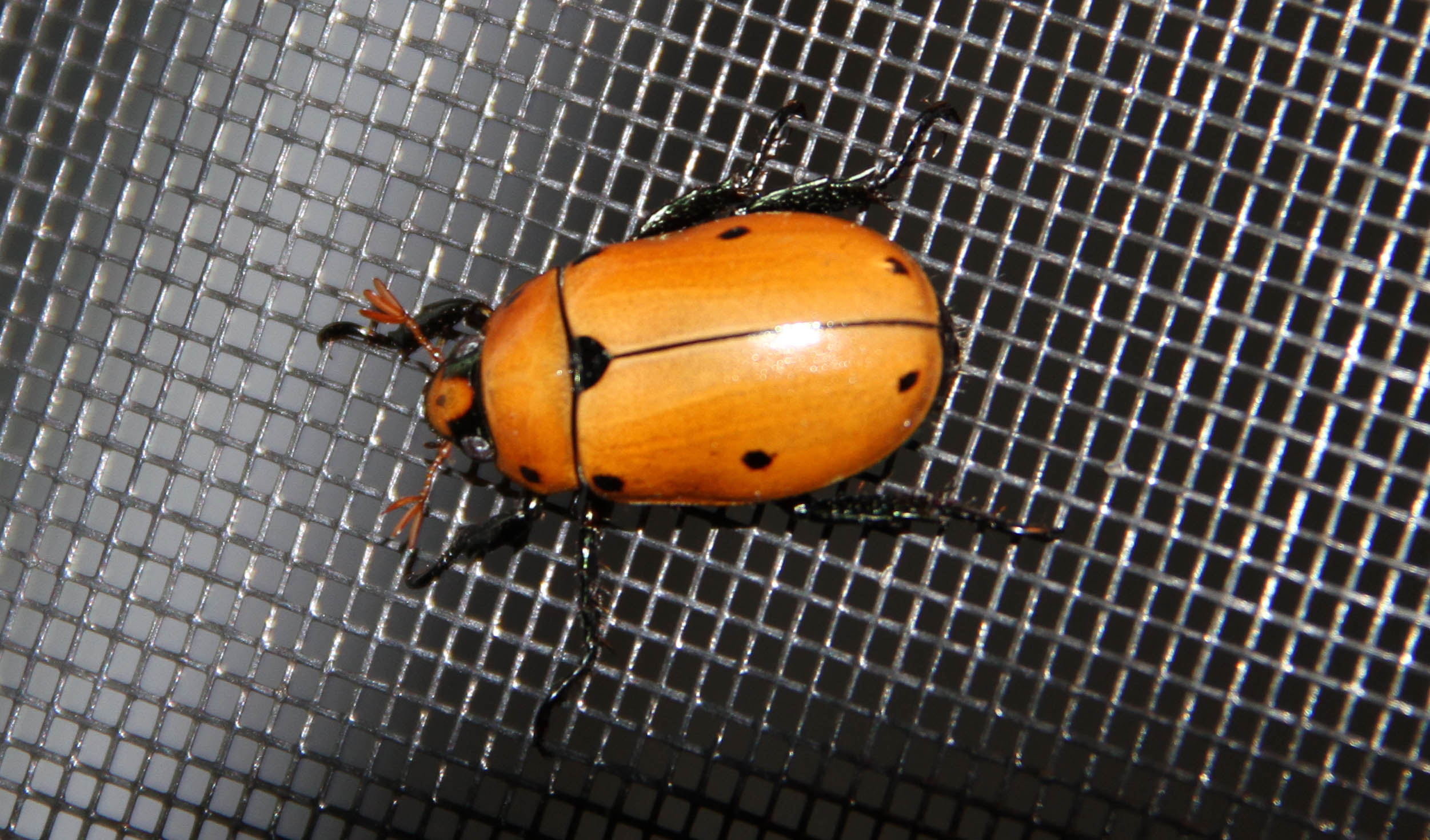